# 七鳃鳗科
七鳃鳗科（學名：Petromyzontidae），又名八目鳗、七星子，是圓口綱七鰓鰻亞綱七鳃鳗目的一個科，其下生物是至今少数仅存的无颌类脊椎鱼形动物之一。最古老的七鳃鳗化石，有3.6亿年历史，在恐龙出现之前。所以七鳃鳗被称为“活化石”，对于研究脊椎动物的演化有重要作用。
七鳃鳗科各物种自然分布于全北区温带海洋与淡水水域，其染色体数目（164-174）是脊椎动物中最多的。，

## 與人類的關係
一种原来生活在海洋裡的東亞叉牙七鳃鳗被不小心带入北美洲的五大湖之後，成了入侵物种。由于成年東亞叉牙七鳃鳗靠吸食其它鱼类的血而存活，他们的入侵对五大湖的渔业造成了很大损失，受害尤重的是湖红点鲑（Salvelinus namaycush）、貝加爾白鮭（Coregonus migratorius）。

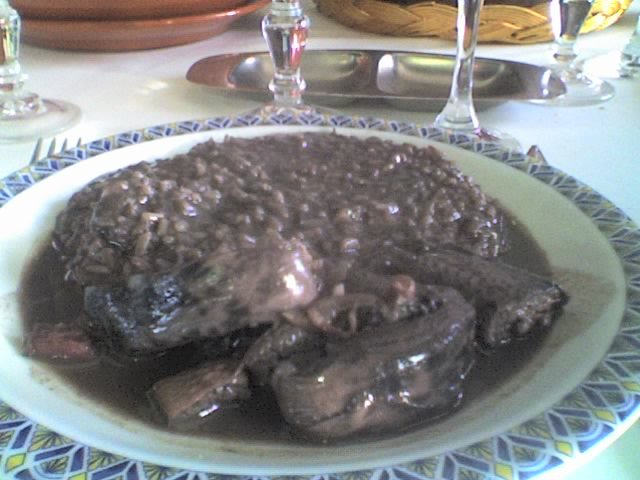
葡萄牙七鰓鰻燉飯

歐洲七鰓鰻亦是一种美食，欧洲的上流社会从中世纪开始就视其为珍馐。文献记载英格兰国王亨利一世爱吃歐洲七鰓鰻，结果有一次在诺曼底吃了太多的歐洲七鰓鰻后死去。直到今天，在南欧的一些国家（法国、西班牙、葡萄牙等），歐洲七鰓鰻仍然是一道昂贵的名菜。由于过度捕捞，欧洲的七鳃鳗数量一直在减少。韩国人同样也有食用七鳃鳗。

## 影視形象
2014年美國恐怖電影《食人鰻》以七鳃鳗為題材。